# Acalolepta fraudatrix
Acalolepta fraudatrix là một loài bọ cánh cứng trong họ Cerambycidae.